# 阿赫托波爾

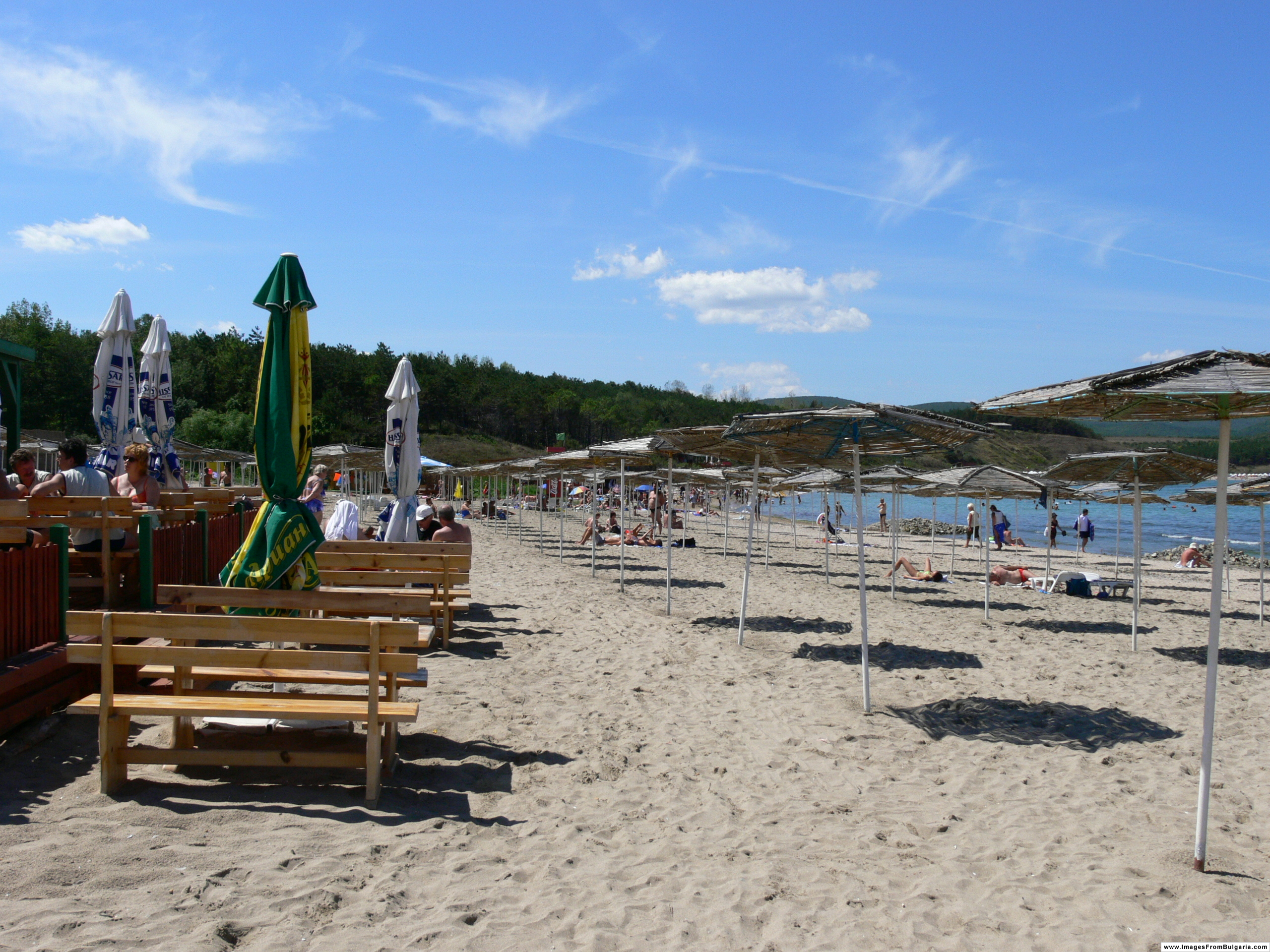

阿赫托波爾是保加利亞的城鎮，位於該國東南部，距離首府布爾加斯87公里，由布爾加斯州負責管轄，面積28.70平方公里，海拔高度20米，2010年人口1,425。

## 外部連結
- Ahtopol — sea and mountains
- AhtopolBG
- Info Ahtopol （页面存档备份，存于）
- All about Ahtopol
- Ahtopol Beach informace （页面存档备份，存于）
- Ahtopol vacation information and pictures （页面存档备份，存于）